# Oosterhaar

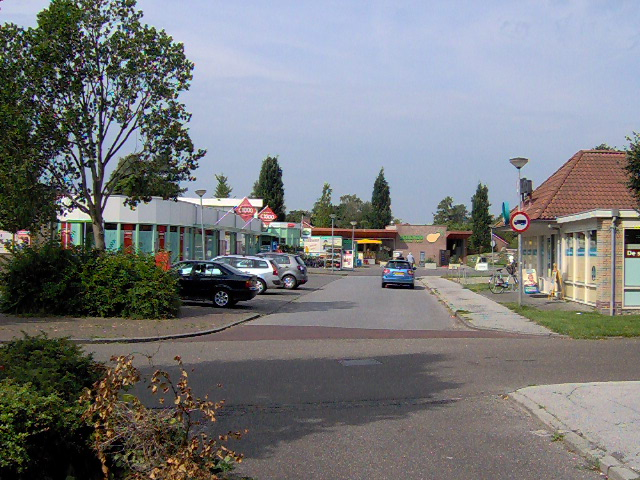
Winkelcentrum aan de Anjerlaan

Oosterhaar is een wijk in Haren gelegen aan de oostkant van de spoorlijn Groningen-Assen. Het aantal inwoners is 5.165 (2018) en er zijn 2.182 woningen (2018). Na de fusie van de gemeente Haren met Groningen geldt Oosterhaar als een buurt binnen de wijk Haren Oost e.o.. Het Tuindorp geldt sindsdien als een eigen buurt.
Oosterhaar is een relatief jonge wijk met 31% personen in de leeftijd tot 25 jaar (2018). Er zijn drie basisscholen: OBS De Wissel, gehuisvest in een Brede School genaamd de Octopus, CBS De Borg en Het Mozaïek (gereformeerd). Aan het Anjerplein is een nieuw winkelcentrum, geopend in 2016. Daarvoor moesten huurwoningen aan de Windeweg en de Anjerlaan gesloopt worden. De wijk kent een actieve buurtvereniging 'Ons Belang' en het buurthuis de Mellenshorst. Jaarlijkse evenementen zijn de feestweek met een braderie en de wielerronde van Oosterhaar, die echter voor het laatst in 2017 is gereden. Bijzondere voorzieningen in de wijk zijn een medisch kinderdagverblijf (MKD) met een school voor speciaal onderwijs de Bladergroenschool, een skatebaan, de ecologische zorgboerderij De Mikkelhorst en het uitloopgebied met wandelpaden dat doorloopt tot aan de spoorlijn naar Hoogezand. Aan de Sterremuurweg is de Ontmoetingskerk Haren van de Gereformeerd Kerk Vrijgemaakt. Aan de Mellensteeg is het Medisch Centrum Haren gevestigd. Medio 2019 is een fietsspoortunnel gereed gekomen ter hoogte van de Walstroweg en station Haren, waardoor de wijk naast de drie spoorwegovergangen een extra fietsontsluitingroute heeft gekregen en is het centrum van Haren en nabijgelegen scholen voor fietsers beter en veiliger bereikbaar.
Nog steeds wordt door verschillende Harenaars met ironie gezegd dat bewoners van Oosterhaar 'aan de verkeerde kant van het spoor wonen'.

## Geschiedenis
In Oosterhaar (IV) lag in de 17e tot en met de 19e eeuw het landgoed De Mikkelhorst. De plaats van het landgoed is nog te herkennen aan de (hergraven) grachten, houtwallen, de Ruigelaan als oude toegangsweg en ook de Oude Middelhorst, destijds het karrenpad dat werd gebruikt om het landgoed te betreden.
De ontstaansgeschiedenis van het huidige Oosterhaar begint in 1917 met de oprichting van woningbouwvereniging 'Onnen'. Ten behoeve van de huisvesting van het spoorwegpersoneel werd, na het gereed komen van het rangeerterrein in Onnen, Tuindorp gebouwd tussen 1920 en 1925. In de tweede helft van de jaren 50 werd de Blekenweg doorgetrokken naar de Waterhuizerweg en werd dit oostelijke deel van deze weg bebouwd met woningen van de scheepswerven Pattje en Van Diepen in Waterhuizen. In deze periode is nog slechts een fractie van de bewoners van Tuindorp werkzaam bij de NS. Woningbouwvereniging 'Onnen' wordt derhalve opgeheven en is er formeel geen sprake meer van Tuindorp als specifieke wijk van de NS. Van het batig saldo van deze woningbouwvereniging werd een café aangekocht aan de Waterhuizerweg en verbouwd tot buurthuis de Mellenshorst (1961).
Vanaf de jaren zestig vond gefaseerd de uitbreiding van Oosterhaar plaats. Door deze verschillende bouwperiodes (maar ook geografisch gezien) kan Oosterhaar worden opgedeeld in
- Oosterhaar I (voormalig Tuindorp): begrenzing spoor/Laagveld-Gagelweg/Blekenweg-Waterhuizerweg.
- Oosterhaar II: spoor/Waterhuizerweg/Mellensteeg/Oude Middelhorst.
- Oosterhaar III: spoor/Oude Middelhorst/Klaverlaan.
- Oosterhaar IV: Klaverlaan/Oude Middelhorst.
- Oosterhaar V: Oude Middelhorst/Mellensteeg/Waterhuizerweg.
- Oosterhaar VI: Waterhuizerweg/Blekenweg-Gagelweg.

Opvallend is dat Oosterhaar VI al in de jaren 80 werd voltooid, terwijl Oosterhaar V en nog later Oosterhaar IV pas in de jaren 90 werden afgerond. De laatste woningen zijn gebouwd aan de Borgsingel volgens de principes van duurzaam bouwen.
Waar nu Tussenziel ligt heeft de VV Haren in en rond de oorlogsjaren gevoetbald.

## Trivia
Het gebouw van de voormalige Tuindorpschool is een rijksmonument.